# Phelsuma guentheri
Phelsuma guentheri este o specie de șopârle din genul Phelsuma, familia Gekkonidae, descrisă de Boulenger 1885. A fost clasificată de IUCN ca specie în pericol. Conform Catalogue of Life specia Phelsuma guentheri nu are subspecii cunoscute.

## Galerie

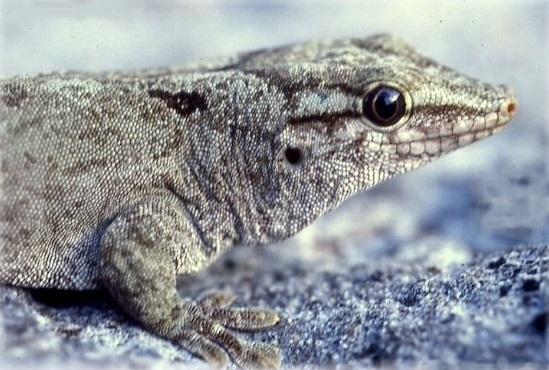